# Archytas bruchi
Archytas bruchi är en tvåvingeart som först beskrevs av Blanchard 1941.  Archytas bruchi ingår i släktet Archytas och familjen parasitflugor. Inga underarter finns listade i Catalogue of Life.